# Вулиця Свободи (Мелітополь)
Вулиця Свободи — вулиця в Мелітополі. Проходить вздовж північної границі міста. Починається від проїзду з вулиці Чкалова, закінчується перехрестям з вулицею Суворова. Складається із приватного сектора.

## Історія
Рішення про найменування проєктної вулиці було прийнято 20 серпня 1992 року.